# Menonvillea macrocarpa
Menonvillea macrocarpa là một loài thực vật có hoa trong họ Cải. Loài này được (I.M. Johnst.) Rollins mô tả khoa học đầu tiên năm 1955.